# Korczmin
Korczmin – wieś w Polsce położona w województwie lubelskim, w powiecie tomaszowskim, w gminie Ulhówek.
Wieś jest sołectwem w gminie Ulhówek. Według Narodowego Spisu Powszechnego z roku 2011 wieś liczyła 117 mieszkańców.
Wierni Kościoła rzymskokatolickiego należą do parafii Matki Bożej Królowej Polski w Machnówku.
W Korczminie znajduje się zabytkowa drewniana cerkiew greckokatolicka z 1658 roku, najstarsza na Lubelszczyźnie.   

## Położenie geograficzne
Korczmin leży na obszarze Równiny Bełskiej na Małym Polesiu, w dolinie rzeczki Rzeczycy, w południowo-wschodniej części województwa lubelskiego. 
W II Rzeczypospolitej wieś w powiecie rawskim w woj. lwowskim.
W 1944 nacjonaliści ukraińscy z OUN-UPA zamordowali tutaj 19 Polaków.
W latach 1954–1957 wieś należała i była siedzibą władz gromady Korczmin, po jej zniesieniu w gromadzie Ulhówek. W latach 1975–1998 miejscowość znajdowała się w województwie zamojskim.

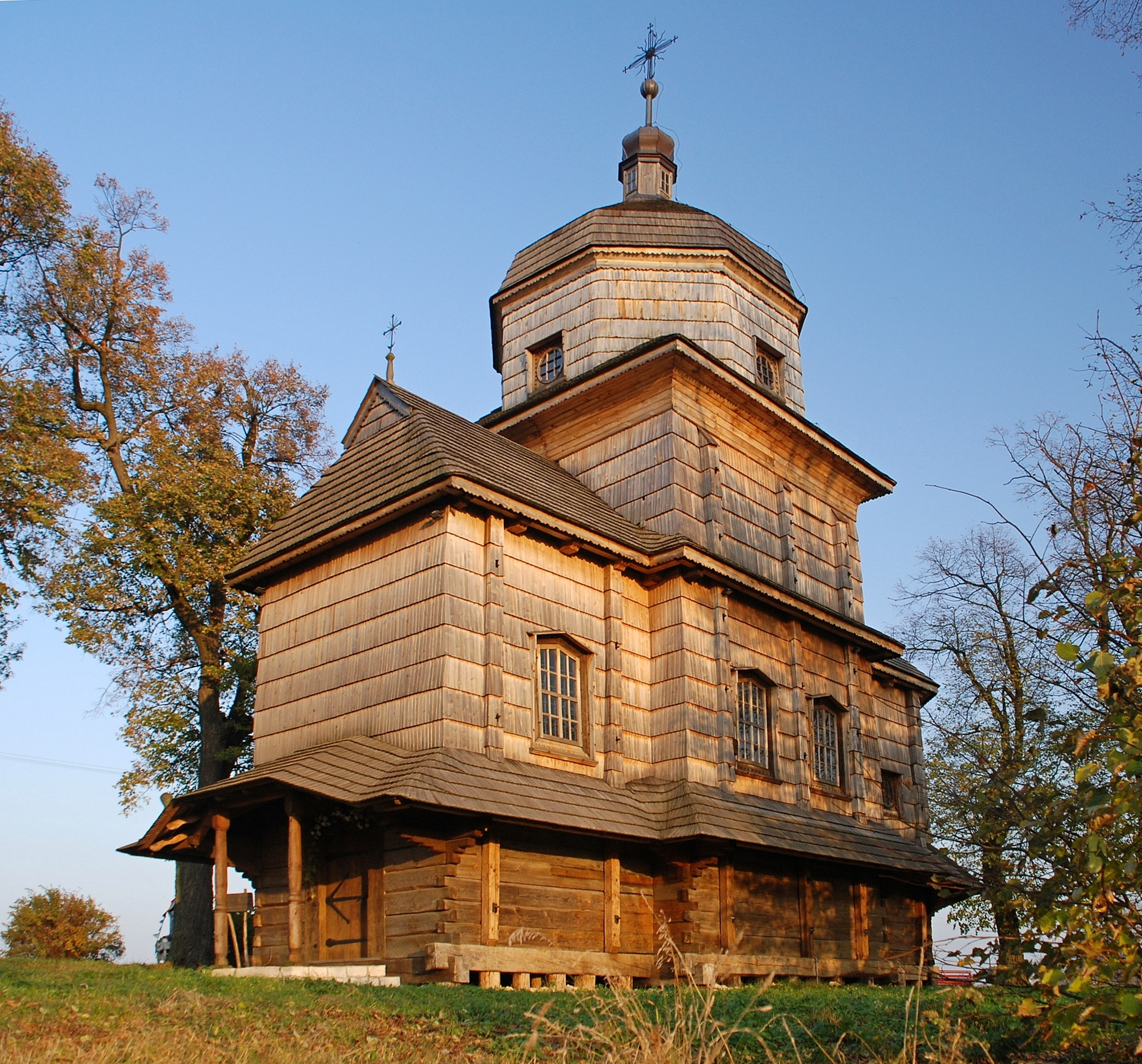
Cerkiew, widok od frontu

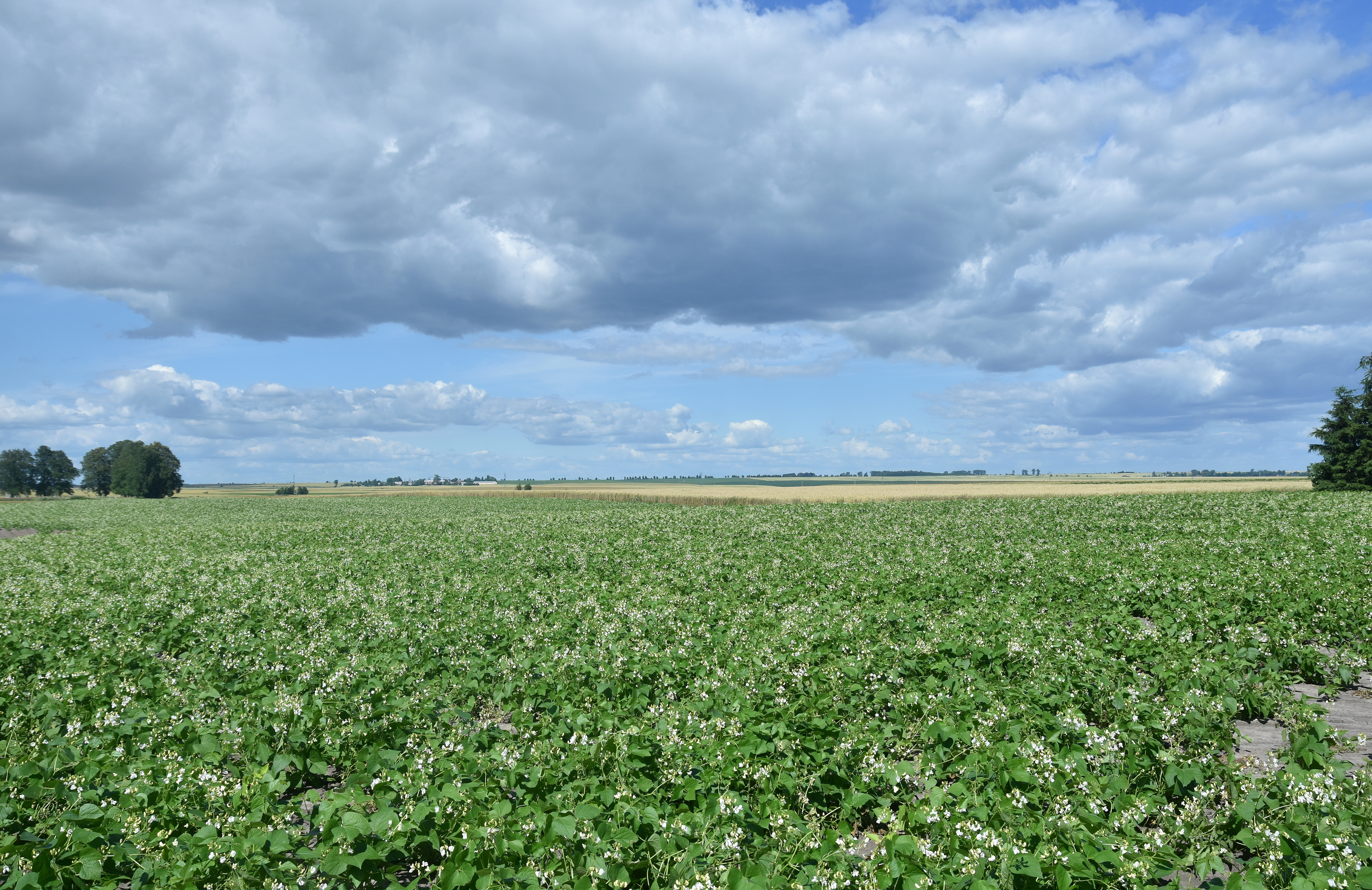
Równina Bełska w Korczminie

## Historia
Miejscowość wzmiankowana po raz pierwszy w 1437 r. W 1482 r. wymieniona jest Anna żona Marka z Gródka, córka Mikołaja z Korczmina pojawiającego się w źródłach w latach 1466-1473. W 1472 posiadał on 6½ łana gruntów rolnych, karczmę i młyn. W 1531 r. rejestry poborowe wykazują łany i młyn. W 1564 r. wieś należy do Goździów-Gdeszyńskich. W 1578 r. Goździowa opłaca podatki od 4½ łana. W 1572 r. w akcie konfederacji z woj. bełskiego wymieniony jest Melchior (Malcher) Korczmiński, który jest właścicielem części wsi. W końcu XVI wieku posiadaczem jest Piotr Korczmiński, potem jego córka Anna, która w 1620 roku sprzedała swoją część Bartłomiejowi Bełżyckiemu. W 2 poł. XVIII w. wieś należała do Poletyłów. W XIX w. większa jej część była w posiadaniu Serwatowskich (dwór, folwark, młyn wodny). W 1880 r. na terenie wsi mieszkało 900 mieszkańców, a spis z 1921 r. wykazał 189 domów.
Przed II wojną światową Korczmin był dużą wsią, liczącą ponad 1000 osób, zamieszkaną głównie przez ludność ukraińską, wysiedloną w latach 1945–1947.

## Zabytki
- Drewniana cerkiew greckokatolicka pw. Objawienia Pańskiego w Korczminie jest najstarszą na Lubelszczyźnie. Pierwsza wzmianka o świątyni w tym miejscu pochodzi z 1531 r., obecną cerkiew zbudowano w 1658 r. Remontowana i rozbudowywana prawdopodobnie w 1772 r., a w 1850 r. dobudowano dwie przybudówki od strony prezbiterium i przedsionek przy babińcu. Z Korczmina pochodzi znana w okolicy i uważana za cudowną ikona Matki Boskiej, którą umieszczono tu ok. połowy XVII w. Obecnie obraz znajduje się w greckokatolickiej cerkwi Narodzenia NMP w Lublinie, a w Korczminie znajduje się jego kopia. Cerkiew w Korczminie była użytkowana przez grekokatolików do 1947 r., do czasu wysiedlenia ze wsi mieszkańców. Kilka następnych lat świątynia ta była używana jako kościół filialny parafii rzymskokatolickiej w pobliskim Machnówku. Od połowy lat 50. XX w. pozostawała opuszczona przez blisko 40 lat. W 1990 r. rozpoczęto prace konserwatorskie przy obiekcie, zainicjowane przez Społeczną Komisję Opieki na Zabytkami Sztuki Cerkiewnej. Cerkiew rozebrano, wymieniono elementy zniszczone i zakonserwowano pozostałe, a w 1994 r. rozpoczęto jej ponowne stawianie. W kwietniu 2002 r. Wojewódzki Konserwator Zabytków w Lublinie przekazał cerkiew na rzecz parafii greckokatolickiej Narodzenia NMP w Lublinie. Rekonsekracja cerkwi odbyła się 28 sierpnia 2004 r.

- W pobliżu cerkwi znajduje się czworoboczna dzwonnica z połowy XIX w. oraz cmentarz z dziewiętnastowiecznymi nagrobkami bruśnieńskimi.

## Turystyka
Przez Korczmin przebiega trasa Transgranicznego szlaku turystycznego Bełżec - Bełz, z atrakcją turystyczną jaką jest znajdująca się we wsi zabytkowa drewniana cerkiew z 1658 roku.